# Wilfried Morawetz
Wilfried Morawetz (17 de noviembre 1951, Leoben, Steiermark - 12 de marzo 2007) fue un botánico austríaco.

## Biografía
Morawetz creció en Bogotá, Madrid, y en Viena. Estudió desde 1971 hasta 1980 botánica, zoología, paleontología en la Universidad de Viena.

## Actuaciones
Su investigación se centró en la genética de las traqueófitas y las relaciones entre plantas y animales, en particular, la biología de la polinización y las mirmecófitas.
Morawetz fue, desde 1991, miembro del Comité Directivo del "Investigación Tropical de Canopios (TCR)" de la Fundación europea de la ciencia.
y en 1993 se convirtió en jefe del centro de investigación para la "biosistemática y la ecología" de la Academia de Ciencias de Sajonia.
En 2002, fue director fundador y más tarde director del Centro Latinoamericano de la Universidad de Leipzig. Y en 2006, organizó el taller internacional sobre el proyecto germano-brasileño "Espacios Abiertos en Megaciudades - un potencial de vida orientado a la naturaleza". Fue varias veces a viajes de investigación por América del Sur, siendo noticia en 2005 con la instalación de una grúa para estudios de canopeos, primero en Venezuela, y más tarde en la bosque de ribera de Leipzig. En 2005, realizó la Cuarta Conferencia Internacional de canopeos, en Leipzig.

## Honores

### Galardones
1988 galardonado con el Premio Sandoz de Biología (hoy Premio Novartis)
2010 en el Kunstverein Bad Salzdetfurth, de la exposición HORTUS MEDICUS en Memoria del Prof. Dr. Wilfried Morawetz.

### Membresías
- 1999 miembro ordinario de la Academia de Ciencias de Sajonia.[5]

## Algunas publicaciones
- Amazonas, Schroll 2ª ed. 1992, ISBN 3703106751, zusammen mit Fritz Trupp, Walter Hödl, Gerhard Kübelböck
- Biologie und Ökologie der Bromelienfauna von Guzmania weberbauerei im amazonischen Peru. Bibliographie der Bromelien-Phytotelmata, Verlag der österreichischen Akademie der Wissenschaften 1993, ISBN 3700121148, con Peter Krügel
- Bibliographie der Flechten und flechtenbewohnenden Pilze in Österreich, Verlag der österreichischen Akademie der Wissenschaften 1993, ISBN 3700121156, con Roman Türk, Josef Poelt
- Ökologische Grundwerte in Österreich - Modell für Europa ?, Verlag der österreichischen Akademie der Wissenschaften 1994, ISBN 3700121520, con Thomas Klestil, W. Blum, K. Burian, E. Christian
- Reproduktionsbiologie einiger Bignoniaceen im Cerrado Brasiliens, Verlag der österreichischen Akademie der Wissenschaften 1993, ISBN 3700121172, con Albert D Stevens
- Die Polyacetylene in der Artemisia-Vulgares-Gruppe (Anthemideae /Compositae), Verlag der österreichischen Akademie der Wissenschaften 1994, ISBN 3700121717, con Bruno Wallnöfer
- Biometrische und karyosystematische Untersuchungen am Polyploidkomplex Biscutella laevigata s.l., Verlag der österreichischen Akademie der Wissenschaften 1994, ISBN 3700121180, con Christiane König
- Reprocutive morphology in Annonacea, Verlag der österreichischen Akademie der Wissenschaften 1996, ISBN 3700121733, con P. Leins, C. Erbar, Hans Winkler
- Ökologische Untersuchungen an Perciden der Oberen Donau, Verlag der österreichischen Akademie der Wissenschaften 1996, ISBN 3700125739, con Gerald Zauner, Hans Winkler
- Deep Sea and extreme shallow-water habitats: affinities and adaptions, Verlag der österreichischen Akademie der Wissenschaften 1996, ISBN 3700125747, con Franz Uiblein, Jörg Ott, Michael Stachowitsch, Hans Winkler
- Die Rostpilze Österreichs. Catalogus Florae Austriae - III. Parte, Nº 1: Uredinales, Verlag der österreichischen Akademie der Wissenschaften 1997, ISBN 3700126506, con Josef Poelt, Peter Zwetko, Hans Winkler
- Beiträge zur Kenntnis der Ährenmaus. Mus spicilegus Peteny, 1882, Verlag der österreichischen Akademie der Wissenschaften 2000, ISBN 3700129408, con Unterholzner, Willenig, Bauer, Hans Winkler
- Epiphyten. Pflanzenvielfalt in den Baumkronen, Universität Leipzig 2001, ISBN 393417812X, con Peggy Seltmann, Wilfried Morawetz, Jürke Grau, Ehrentraud Bayer